# Chandra X-ray Observatory
Chandra X-ray Observatory (CXO), tidligere kaldet Advanced X-ray Astrophysics Facility (AXAF), er et rumobservatorium opsendt af NASA med rumfærgen Columbia på mission STS-93 den 23. juli 1999. Chandra observerer røntgenstråling og er mere end 100 gange mere følsom end noget tidligere røntgenteleskop takket være udformningen af dets spejle. Da Jordens atmosfære beskytter mod den kosmiske røntgenstråling, er det meget vanskeligt fra jordbaserede observatorier at foretage observationer af kosmisk røntgenstråling, hvorfor det er nødvendigt med rumteleskoper for at kunne foretage observationer i røntgen-spektret. Chandra er en satellit, der er i et 64-timers omløb om Jorden. Pr. 2015 er Chandra fortsat aktiv.
Chandra er et af de fire rumteleskoper, der indgår i NASA's Great Observatories program. De øvrige er Hubble-teleskopet, Compton Gamma Ray Observatory (1991–2000), og Spitzer Space Telescope. Teleskopet er opkaldt efter Subrahmanyan Chandrasekhar.

## Historie
Planerne om Chandra X-ray Observatory (dengang kaldet AXAF) blev foreslået til NASA i 1976 af Riccardo Giacconi og Harvey Tananbaum. Forundersøgelser blev påbegyndt året efter ved Marshall Space Flight Center (MSFC) og Smithsonian Astrophysical Observatory (SAO). I mellemtiden havde NASA i 1978 opsendt det første rumobservatorium til observation af røntgenstråling, Einstein (HEAO-2).
Arbejdet med AXAF-projektet fortsatte i 1980'erne og 1990'erne. For at reducere omkostningerne blev rumfartøjets design ændret i 1992. Fire af de tolv spejle blev fjernet ligesom to af de seks planlagte instrumenter. Det planlagte kredsløb blev ligeledes ændret til en fjernere og mere elliptisk omløbsbane.
AXAF blev samlet og testet af den californiske virksomhed TRW Inc., der i dag er en del af Northrop Grumman Aerospace Systems.
AXAF blev inden opsendelsen omdøbt til Chandra som resultatet af en konkurrence afholdt af NASA i 1998, hvor der fremkom mere end 6.000 forslag fra hele verden. Det nye navn blev valgt til ære for den indisk-amerikanske astrofysiker og Nobelprismodtager Subrahmanyan Chandrasekhar, hvis arbejde med bl.a hvide dværge og formulering af Chandrasekhargrænsen har ledt til en større forståelse af astronomiske fænomener med høj energi, såsom neutronstjerner og sorte huller.
Opsendelsen af rumobservatoriet var oprindeligt planlagt til december 1998, men opsendelsen blev flere gange forsinket, og først i juli 1999 blev observatoriet sendt i kredsløb med rumfærgen Columbia ved STS-93-missionen. Med en last på 22.753 kg var det den tungeste last, der indtil da var opsendt med en rumfærge, hvilket skyldtes det ekstra brændstof, der var nødvendigt for at bringe rumobservatoriet ud i det høje kredsløb efter, at rumfærgen havde bragt rumobservatoriet i et lavt jordkredsløb.

## Omløbsbane og forløbet af missionen
Chandra har en meget høj og elliptisk omløbsbane, der bringer satellitten ud i en afstand på ca. 133.000 km fra Jorden på det fjerneste punkt, svarende til ca. 1/3 af afstanden til Månen. Omløbsbanen fjerneste punkt er ca. 200 gange højere end eksempelvis Hubble-rumteleskopets bane og Chandra er en at de fjerneste satellitter i kredsløb om Jorden. Den valgte omløbsbane indebærer, at det ikke var muligt at nå rumobservatoriet med rumfærgerne, men indebærer, at observatoriet i det mest af sit kredsløb befinder sig udenfor Jordens beskyttende Van Allen-bælter. Den meget elliptiske omløbsbane om Jorden muliggør observationer i ca. 55 timer ud det ca. 64 timer lange kredsløb. Ved en af de tidlige passager gennem Van Allen-bælterne skete der skade på Chandras instrumenter og instrumenterne fjernes nu fra observatoriets overflade under passagerne.
Chandra har siden sin opsendelse sendt data til Jorden. Driften af observatoriet varetages af SAO ved Chandra X-ray Center i Cambridge i Massachusetts med bistand fra MIT og Northrop Grumman Space Technology.
Chandra havde oprindeligt en forventet levetid på omkring 5 år, med den 4. september 2001 oplyste NASA, at levetiden var forlænget til 10 år "som følge af observatoriets enestående resultater". Chandra er dog fysisk i stand til at fortsætte sin drift endnu længere. En vurdering foretaget af Chandra X-ray Center viser, at observatoriet kan holde i hvert fald 15 år.
Et fælles projekt mellem ESA, NASA og JAXA til afløsning af Chandra-observatoriet, International X-ray Observatory (IXO) blev offentliggjort i juli 2008, men blev skrinlagt af NASA i 2011. ESA har siden lagt planer for et tilsvarende projekt, Advanced Telescope for High Energy Astrophysics (ATHENA+) med planlagt opsendelse i 2028.

## Eksempler på opdagelser
Chandras observationer har medført store fremskridt indenfor røntgenastronomien. Eksempler på opdagelser er:
- Det første billede, der blev taget med teleskopet efter at det var bragt i kredsløb var supernovarest Cassiopeia A. Det første billede viste astronomerne et kompakt objekt i centrum for supernovaen, formentlig en neutronstjerne eller et sort hul. (Pavlov, et al., 2000)
- I Krabbetågen (en anden supernova) observerede Chandra en ring, der aldrig før var blevet observeret rundt om den centrale pulsar og jets, der tidligere kun var blevet delvist observeret med tidligere teleskoper. (Weisskopf, et al., 2000)

- Chandra foretog den første observation af røntgenstråling udsendt af det supermassive sorte hul Sagittarius A*, der befinder sig i centrum af Mælkevejen[11] Den 5. januar 2015 oplyste NASA, at der af observatoriet var observeret et kraftigt udbrud af røntgenstråling (en "flare"), der var 400 gange kraftigere end tidligere observeret. Årsagen til det kraftige og pludselige udbrud er endnu ikke klarlagt.[10]
- Chandra fandt meget mere kølig gas end forventet på vej i spiralarme mod centrum af Andromedagalaksen.
- En ny type sort hul blev opdaget i galaksen M82, et mellem-masse objekt, der anses at være et "missing link" mellem sorte huller i stjernestørrelse og supermassive sorte huller. [12]
- Røntgenstråling i form af emissionslinjer blev for første gang forbundet med et gammaglimt ved det såkaldte "Beethoven Burst" GRB 991216. [13]
- Observationer af Chandra og BeppoSAX viser, at gammaglimt ofte forekommer i områder med stjernedannelse.
- Data fra Chandra viser, at objekterne RX J1856.5-3754 og 3C58, der hidtil har været anset som pulsarer formentlig er endnu tættere objekter: kvarkstjerner.
- Lydbølger fra kraftig aktivitet omkring et supermassivt sort hul er observeret i Perseus stjernehoben (2003).
- Næsten alle stjerne i hovedserien udsender røntgenstråling.[14]
- Der udsendes røntgenstråling fra materiale, der falder fra en protoplanetarisk skive ind i en stjerne.[15]
- Hubblekonstanten blev målt til 77,6 km/s/Mpc.[16]
- I 2006 leverede data fra Chandra stærke beviser for eksistensen af mørkt stof efter observation af kollision af stjernehobe.
- Observation af af røntgenstråling omkring et supermassivt sort hul omkring Messier 87 indikerer forekomsten af trykbølger, chokbølger og lydbølger omkring sorte huller.[17]
- Jupiters røntgenstråling kommer fra polerne.[18]
- Opdagelsen af en stor halo omkring Mælkevejen.[19]
- Opdagelsen af den ekstremt tætte og strålende dværggalakse M60-UCD1.[20]

## Galleri
- Chandra i Columbias lastrum
- Resterne af Tycho Supernova fotograferet af CXO
- Billede af en ung pulsar, PSR B1509-58 og "Guds hånd"
- SNR 0519-69.0, resterne af en eksploderende stjerne i den Store Magellanske Sky.